# Erba di grano

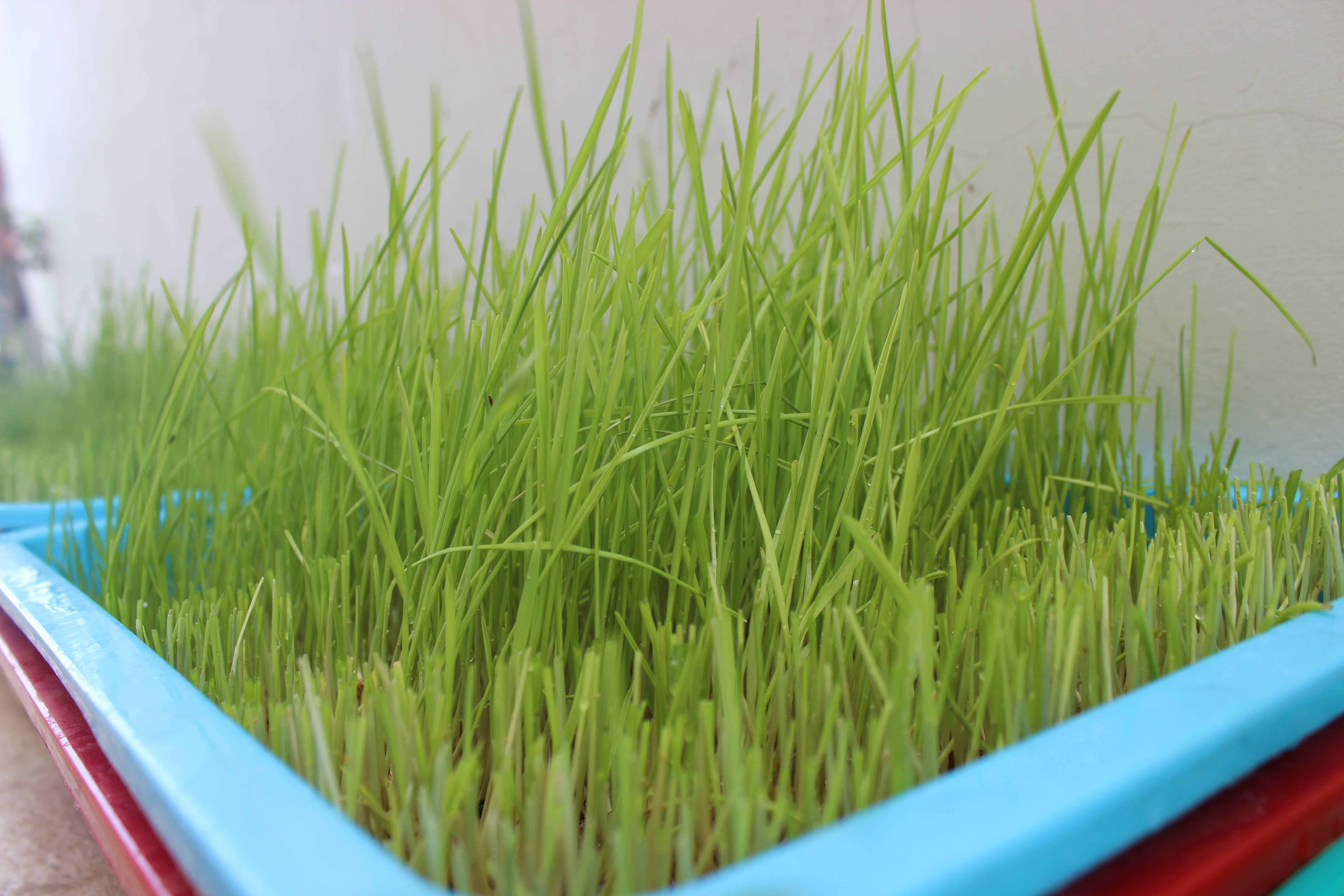
Erba di grano

L'erba di grano è un alimento preparato a partire dai cotiledoni delle piante di grano tenero.

## Usi

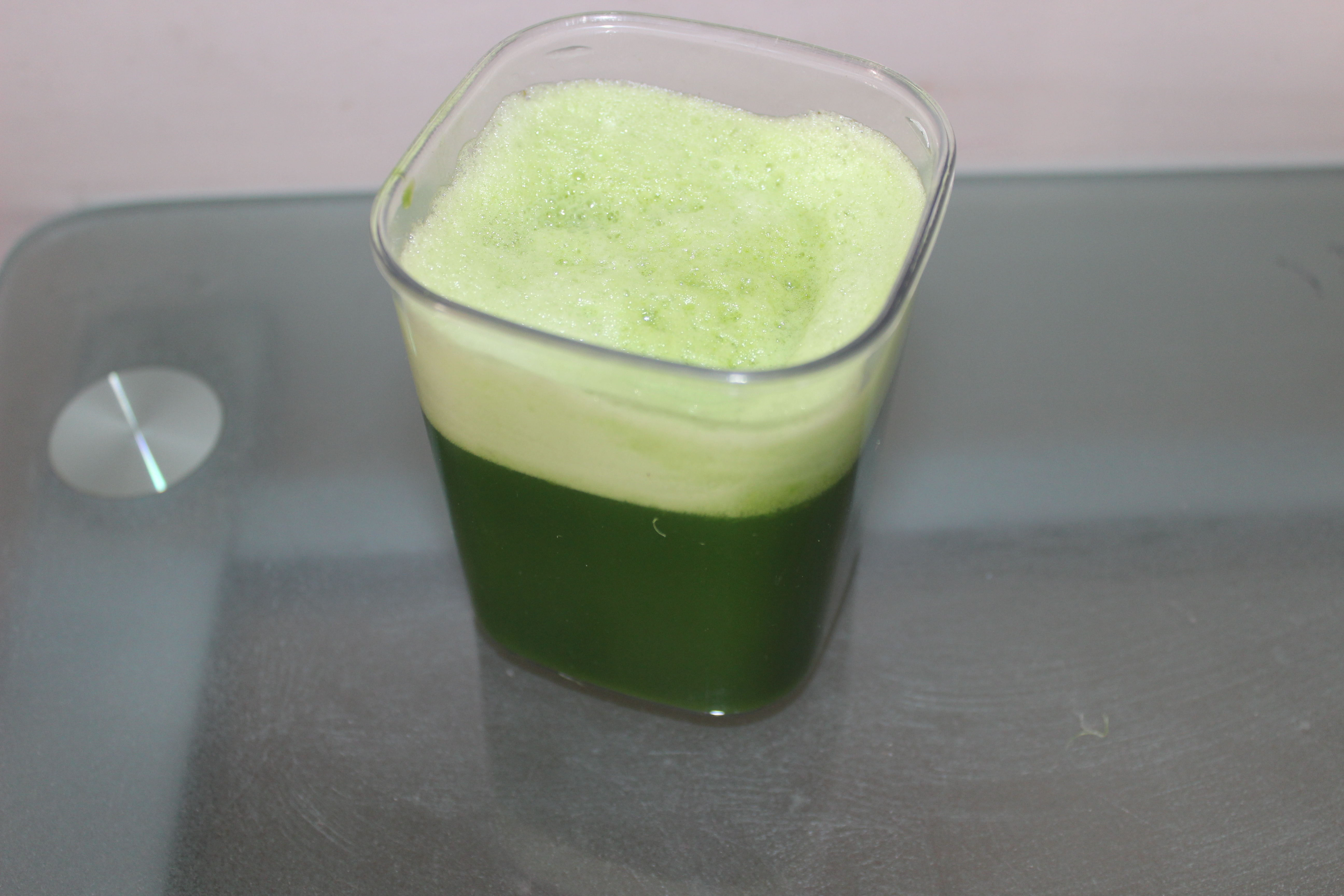
Succo di erba di grano

Viene distribuita sia come bevanda sia come polvere concentrata. Differisce dal malto per il fatto che è servita liofilizzata o fresca, mentre il malto è essiccato. Viene anche lasciata crescere più a lungo del malto. Contiene clorofilla, amminoacidi, minerali, vitamine e enzimi. 
L'erba di grano è ricca di vitamine (in particolar modo A, C e E) e di sali minerali. Viene spesso indicata per la cura di varie patologie, ma le ricerche scientifiche al riguardo sono ancora carenti.